# Municipio de San Lucas Sacatepéquez
Municipio de San Lucas Sacatepéquez är en kommun i Guatemala.   Den ligger i departementet Departamento de Sacatepéquez, i den centrala delen av landet, 17 km väster om huvudstaden Guatemala City.